# Chiesa di Santa Maria Assunta (Sissa Trecasali)
La chiesa di Santa Maria Assunta è un luogo di culto cattolico dalle forme romaniche, barocche e neoclassiche situato in piazza della Chiesa 1 a Sissa, nel comune di Sissa Trecasali in provincia e diocesi di Parma; è sede di una parrocchia compresa nella zona pastorale della Bassa.

## Storia
Il luogo di culto originario fu probabilmente innalzato intorno al X secolo, anche se le prime testimonianze dell'esistenza dell'Ecclesia de Sissia risalgono soltanto al 1182. Altri documenti del 1230 attestano la coeva appartenenza del tempio per metà al vescovo di Parma e per metà al monastero della Rocchetta di Piantonia, nelle vicinanze di Fornovo di Taro; per questo motivo la gestione della chiesa fu affidata fino al XVIII secolo a tre curati e un prevosto.
Nel 1459 il luogo di culto fu completamente ricostruito in forme romaniche per volere del sacerdote Apollonio Terzi e dei suoi fratelli, conti di Sissa, che istituirono un consorzio degli uomini e delle donne nel tempio.
Nel XVIII secolo la chiesa fu riedificata in stile barocco sull'attuale impianto basilicale a tre navate, preservando soltanto la torre campanaria della precedente struttura romanica.
Nel XIX secolo fu aggiunto l'avancorpo neoclassico di fronte alla facciata.

## Descrizione

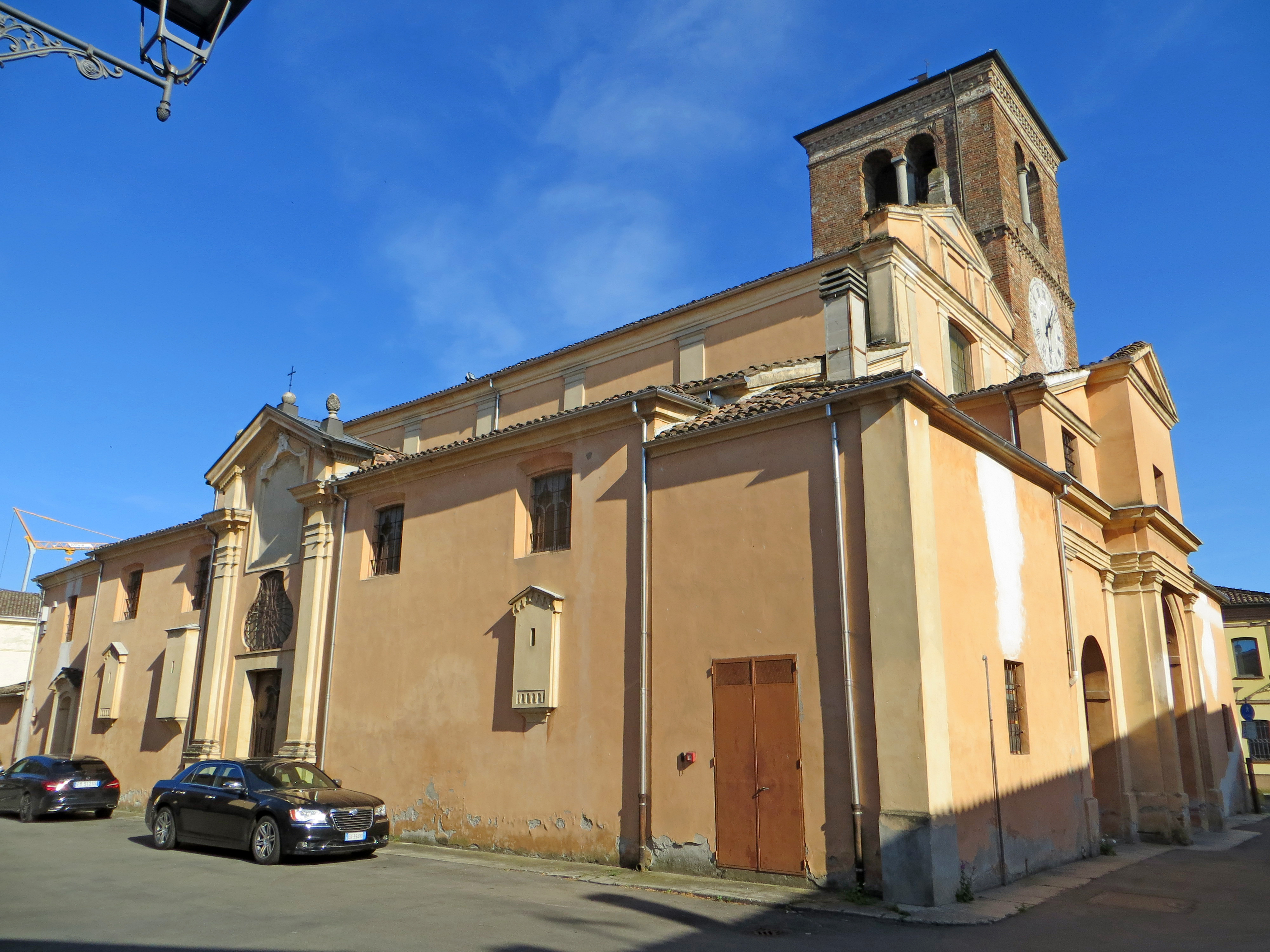
Lato nord

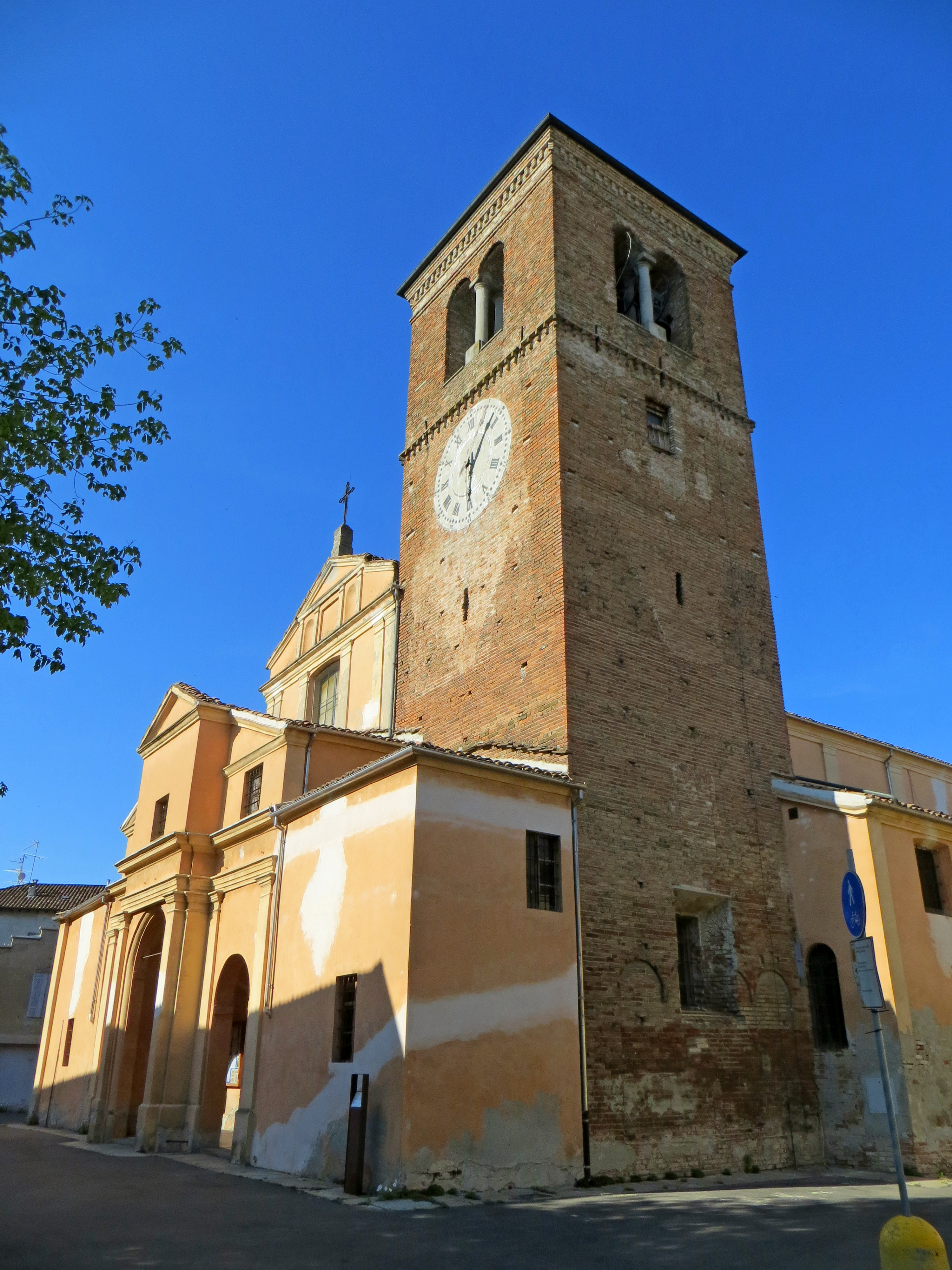
Facciata e campanile

La chiesa si sviluppa su un impianto basilicale a tre navate affiancate complessivamente da sette cappelle laterali, con ingresso preceduto da portico a ovest e presbiterio absidato a est.
La facciata, interamente intonacata come il resto dell'edificio settecentesco, si eleva oltre l'alto esonartece centrale ottocentesco, stretto tra due simmetriche basse costruzioni annesse; il portico è costituito da tre arcate a tutto sesto, di cui la centrale più alta e in aggetto, rette da massicci pilastri, decorati da lesene con capitelli dorici, a sostegno della trabeazione; superiormente si eleva una struttura a un piano con tre piccole finestre quadrate, coronata da un ampio frontone triangolare spezzato dall'avancorpo nel mezzo, chiuso a sua volta da un timpano delimitato da una cornice modanata. Più indietro l'alta facciata è caratterizzata dalla grande finestra centrale ad arco ribassato, affiancata da alcune lesene con capitelli dorici, a sostegno del cornicione in aggetto; superiormente quattro sottili lesene racchiudono tre nicchie, di cui le laterali ad arco a tutto sesto, mentre a coronamento si eleva un ampio frontone triangolare.
Sulla destra si innalza il campanile romanico, unico superstite dell'edificio quattrocentesco; la massiccia struttura, rivestita in laterizio, è caratterizzata dalle bifore con colonnine centrali in pietra aperte in corrispondenza della cella campanaria, che ospita un concerto di ben otto campane.
Ai lati si aprono tra le cappelle i due accessi secondari, entrambi coronati da curvilinee finestre barocche; l'ingresso sinistro è inoltre affiancato da due eleganti doppie lesene, a sostegno del cornicione modanato in aggetto sviluppato lungo l'alta fronte a capanna, che emerge rispetto alle cappelle laterali.
Sul retro la semplice abside settecentesca si eleva oltre la bassa costruzione ottocentesca annessa, che abbraccia l'intera larghezza della chiesa.

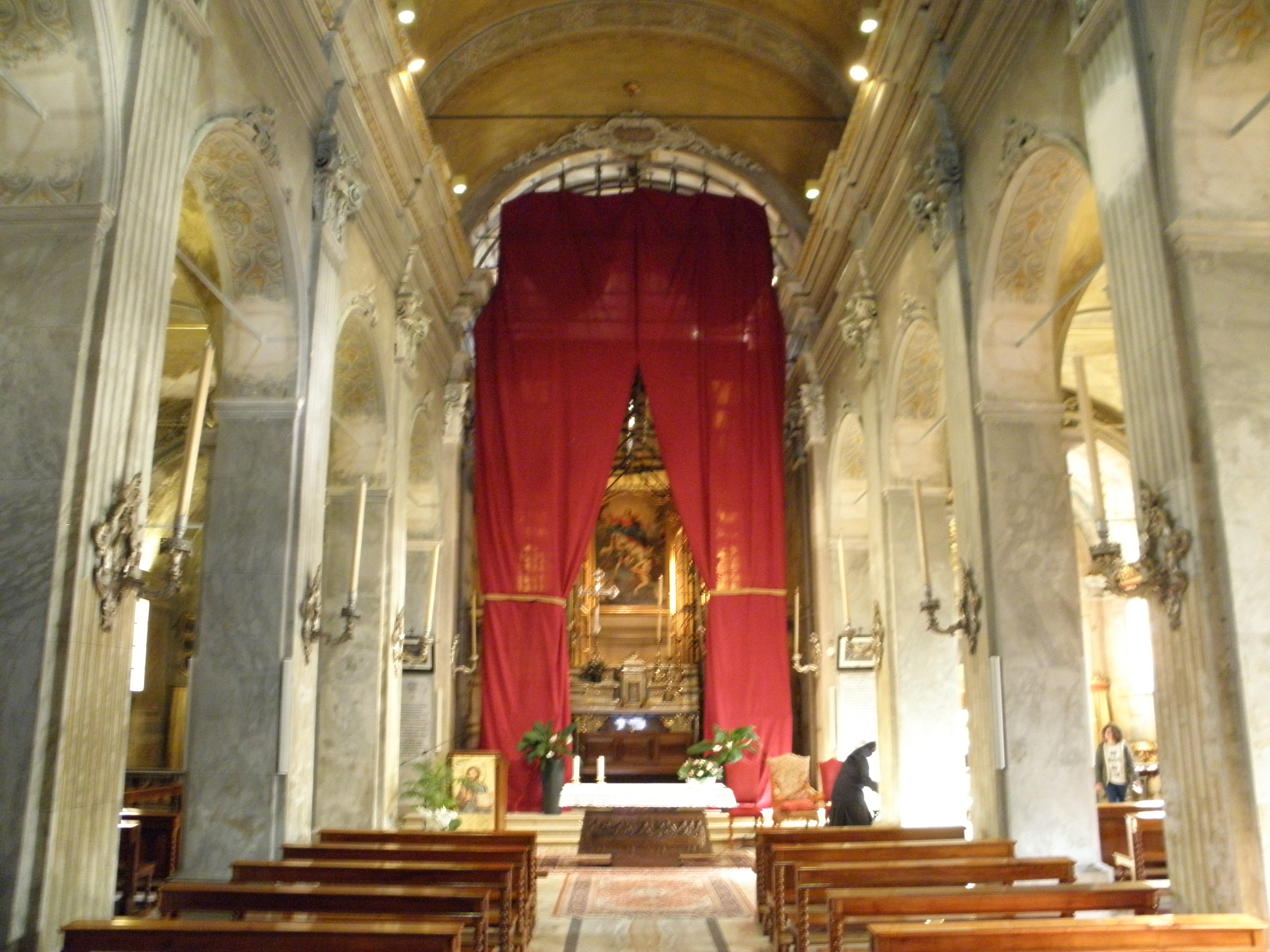
Navata centrale

All'interno la monumentale navata centrale barocca, coperta da volta a botte, è suddivisa dalle laterali, chiuse da volte a crociera, da una serie di arcate a tutto sesto decorate con stucchi in rilievo e disegni a tempera nei sottarchi; gli alti pilastri a sezione quadrata sono arricchiti da lesene scanalate coronate da capitelli corinzi, a sostegno dell'elaborata trabeazione in aggetto. Tutte le decorazioni in stucco furono realizzate tra il 1730 e il 1740 da Antonio Maria Ferraboschi.
Una fessura posta tra il primo pilastro destro della navata principale e il sostegno del campanile conserva le tracce di un affresco quattrocentesco raffigurante un Angelo con folla orante.
La controfacciata della navata sinistra è decorata con un affresco rappresentante il Battesimo di Gesù, realizzato nel XVIII secolo dal pittore Gaetano Ghidetti; accanto è collocato l'antico battistero risalente al 1780. Sulla stessa parete è inoltre affissa una lapide policroma risalente al 1656.
Le Stazioni della Via Crucis posizionate ai lati delle navate furono eseguite nel XIX secolo dall'incisore francese Lemercier.
Il presbiterio absidato, illuminato da due alti finestroni aperti sui fianchi, ospita dietro all'altare maggiore marmoreo la grande pala, delimitata da una ricca cornice dorata coronata da fastigio; il dipinto, raffigurante l'Assunta, fu realizzato dal pittore Pietro Melchiorre Ferrari nel 1742. Sul retro è collocato l'ottocentesco coro ligneo, con sedute scandite da sottili lesene con capitelli e, al centro, la cattedra episcopale.

### Cappelle
L'aula è affiancata da ampie arcate a tutto sesto aperte sulle sette cappelle laterali, di cui tre poste sulla destra e quattro sulla sinistra; a esse si aggiungono le due cappelle poste al termine delle navate secondarie.

#### Lato destro

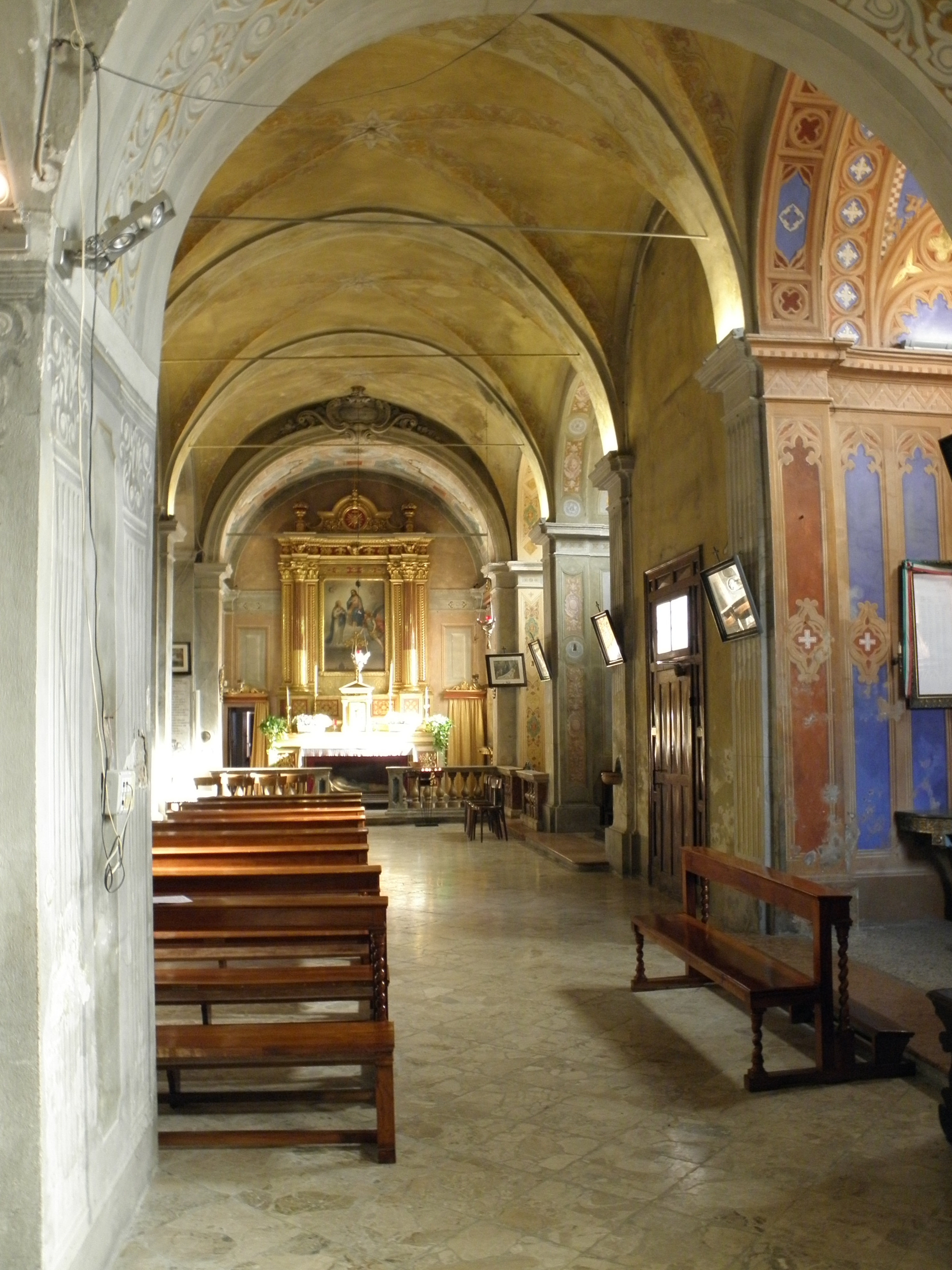
Navata destra

Oltre la prima cappella, dedicata a san Giuseppe e ai caduti delle due guerre mondiali, è posizionato l'accesso laterale, sormontato da un dipinto rappresentante San Cristoforo col Bambino sulle spalle e Cristo che cammina sulle acque, realizzato dal pittore sissese Paolo Ferrari nella prima metà del XVIII secolo.
La seconda cappella, dedicata a santa Lucia, ospita un altare barocco a ripiani sfalsati, sovrastato da un'ancona lignea dorata arricchita da intrecci vegetali e putti, che inquadra la statua in legno policromo raffigurante Santa Lucia.
La terza cappella, intitolata alla Madonna delle Grazie, conserva un pregevole affresco staccato proveniente dall'edificio romanico, raffigurante una Madonna col Bambino dipinta in stile gotico nel XV secolo e restaurata nel 2007.
La cappella sul fondo della navata, dedicata al Sacro Cuore, conserva sopra all'altare una monumentale ancona ottocentesca in legno dorato, affiancata da alte colonne corinzie, che inquadra un dipinto realizzato dal pittore Enrico Sifoni nel XIX secolo.

#### Lato sinistro

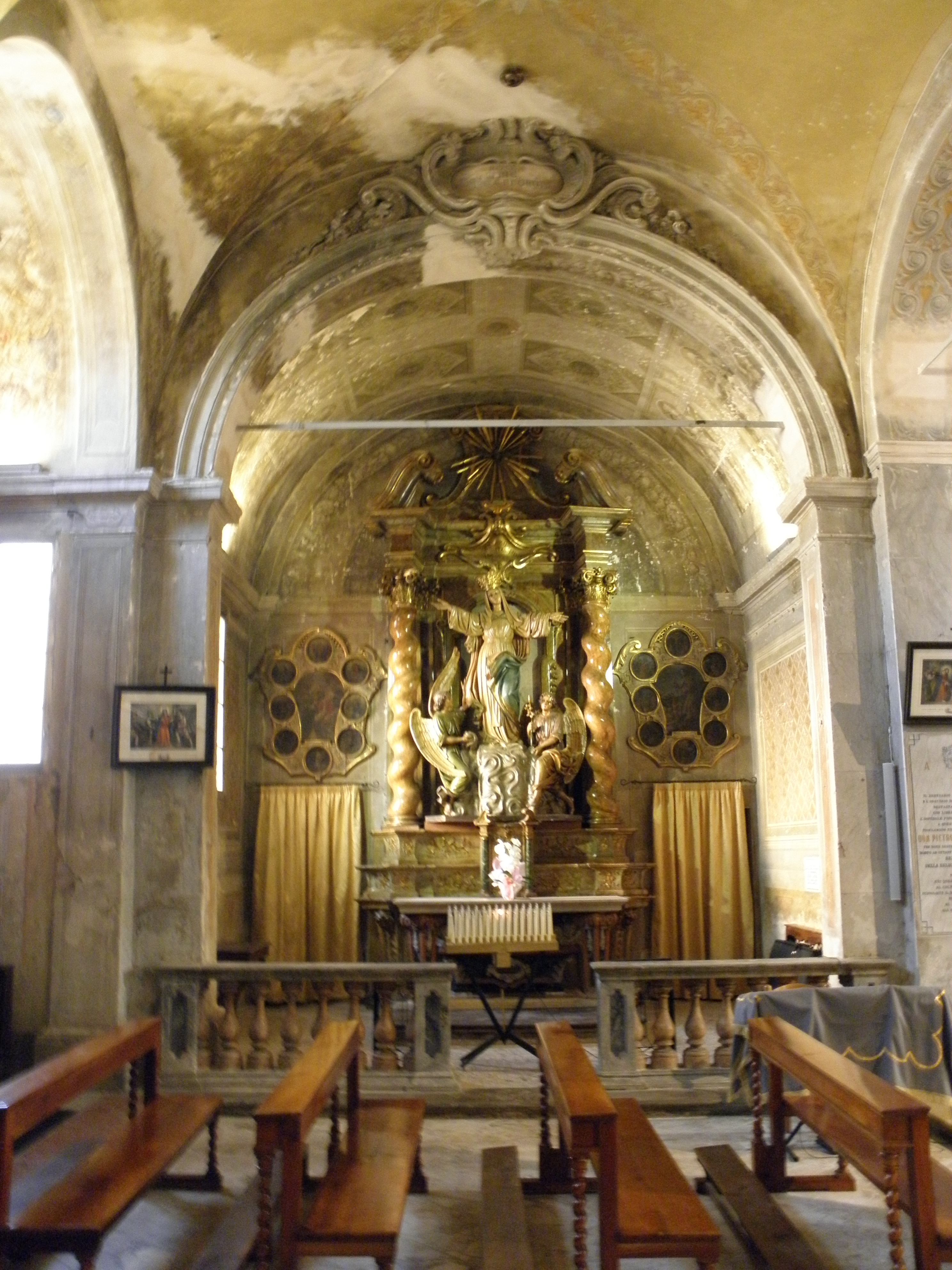
Cappella della Madonna del Rosario

Oltre la prima cappella, che ospita il fonte battesimale marmoreo risalente al 1930, si apre la seconda cappella, dedicata ai santi Sebastiano e Antonio abate, che conserva sopra all'altare la pala raffigurante i Santi Sebastiano e Antonio abate, realizzata agli inizi del XVII secolo.
L'accesso laterale è sormontato da un dipinto rappresentante il Battesimo di Cristo, eseguito tra la fine del XVII secolo e gli inizi del XVIII.
La terza e la quarta cappella sono dedicate rispettivamente alla Vergine Immacolata e a sant'Antonio da Padova.
La cappella sul fondo della navata, dedicata alla Madonna del Rosario, conserva sopra all'altare un'ancona lignea barocca affiancata da colonne tortili, che inquadra la statua in legno policromo raffigurante la Madonna Assunta portata in cielo da due angeli, realizzata dagli scultori Insam e Prinoth di Ortisei nel 1935. Ai lati sono appese, all'interno di cornici barocche in legno dorato intagliate da Francesco Provinciali, le due composizioni pittoriche rappresentanti, al centro, rispettivamente la Madonna col Bambino e San Benedetto benedicente e, a raggiera, i Misteri del rosario; i dipinti furono eseguiti da Paolo Ferrari nel 1733.

### Organo

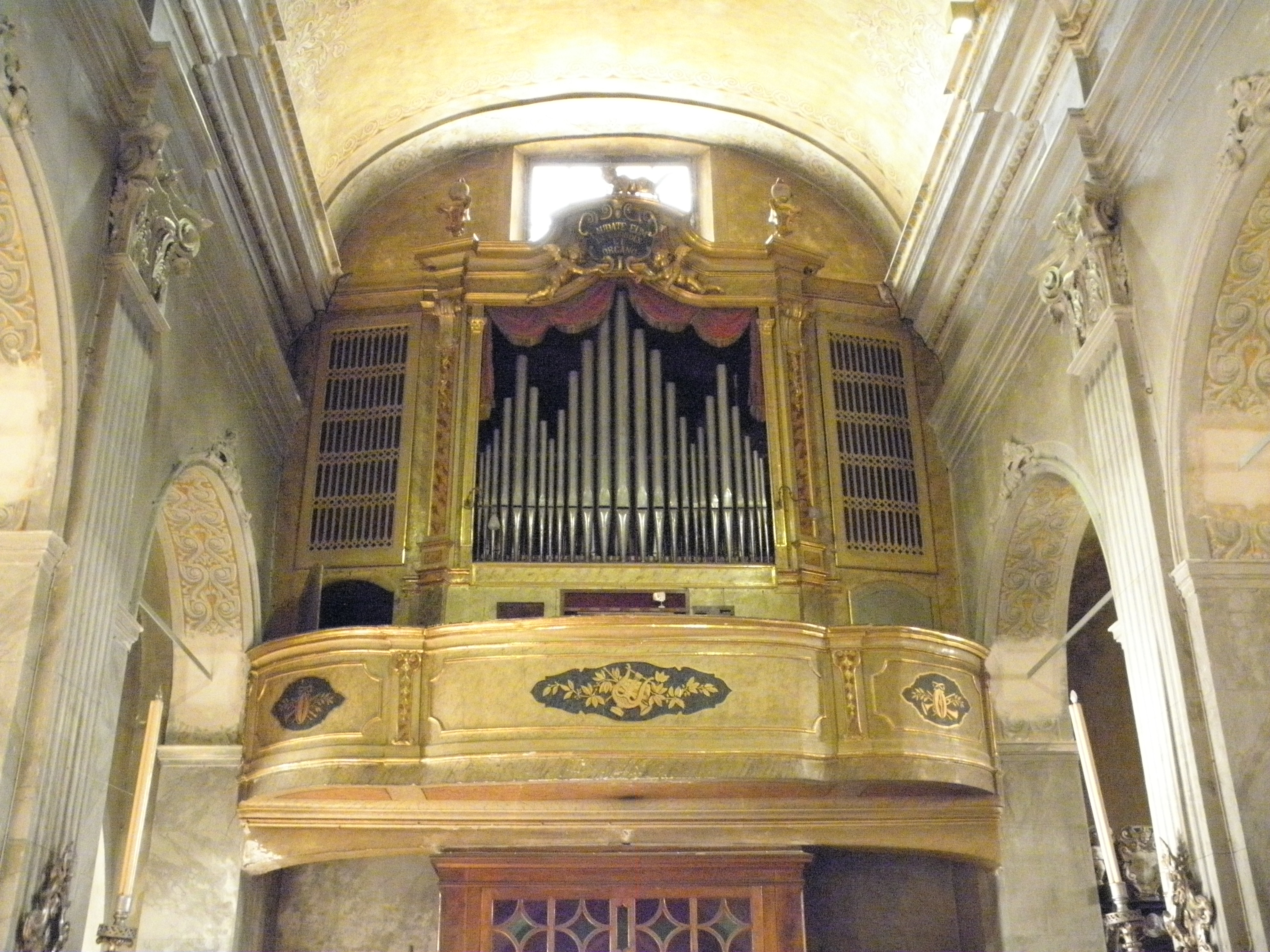
Cantoria e organo

La controfacciata ospita al di sopra dell'ingresso un'elegante cantoria dorata risalente al 1795, contenente l'organo costituito da 1350 canne in stagno, piombo e legno; lo strumento fu realizzato dal cremasco Pacifico Inzoli nel 1876.